# 우시 지하철
우시 지하철(중국어 간체자: 无锡地铁, 정체자: 無錫地鐵)은 중화인민공화국 장쑤성 우시시의 도시 철도이다.

## 노선
- 우시 지하철 1호선
- 우시 지하철 2호선
- 우시 지하철 3-1호선
- 우시 지하철 4-1호선
- 우시 지하철 S1호선

## 건설중인 노선
- 우시 지하철 4-2호선
- 우시 지하철 5-1호선
- 우시 지하철 6-1호선
- 우시 지하철 S2호선

## 계획된 경로
- 우시 지하철 5-2호선
- 우시 지하철 6-2호선
- 우시 지하철 4-3호선
- 우시 지하철 3-2호선
- 우시 지하철 3호선 북쪽 연장선
- 우시 지하철 3호선 남부 연장선
- 우시 지하철 3지선호선
- 우시 지하철 7호선
- 우시 지하철 8호선